# Dendronephthya pellucida
Dendronephthya pellucida är en korallart som beskrevs av Henderson 1909. Dendronephthya pellucida ingår i släktet Dendronephthya och familjen Nephtheidae. Inga underarter finns listade i Catalogue of Life.